# UF级潜艇
UF级潜艇（德語：U-Boot-Klasse UF）是德意志帝国海军于第一次世界大战期间专为佛兰德区舰队开发的一款近岸潜艇，旨在打击英吉利海峡和北海的英国商船。然而，由于发动机交付过迟，该级艇未及在战争结束前投入建造，并最终夭折。但其设计仍然成为后续纳粹德国海军II级潜艇的基础。

## 历史
1917年秋，以奥斯坦德和泽布吕赫为主要基地的佛兰德区舰队（首长：卡尔·巴尔滕巴赫少校）向德意志帝国海军办公室要求提供一款带有内部油舱的高战力单壳体潜艇，以便在遭到深水炸弹搜寻后不会发生燃油泄漏。新的艇级是在UB-III型的基础上发展而来，因为它已经达到了稳定性极限，并且不再可能进行结构改进。此外，由于开发时间有限，既有UC-III型艇的部分装置，如柴油机和电动机系统，应继续沿用。新的设计还在于尽可能短的潜没时间。其另一个特点是建造简单，以便发包予此前未用于潜艇建造的小型造船厂承建，并缩短建造时间。UF型艇的武器配备为前4后1共五具鱼雷发射管和一门88毫米口径甲板炮。交付将自1918年10月1日开始，以使这些艇只可于1919年春季准备好使用。但新方案的出台意味着船厂又要建立新的潜艇生产线，安排新的生产计划，这种做法无异于雪上加霜。同时由于发动机设备延迟交付至1919年1月，彼时德国已然战败，因此没有同级艇投入服役。
UF级潜艇在潜艇监察局（Inspektion des U-Bootwesens）项目列表中的代号为“48号工程”（Projekt 48），首批48艘艇将按此设计建造。根据进一步发展的“48a号工程”，后续54艘艇将配备增强型柴油发动机系统，以实现更高的水面速度。建造订单于1917年12月18日至1918年4月9日期间下达，并在造船厂内称为“X项战时订单”（Kriegsauftrag X）。UF-49至UF-92号的改进型艇则是根据“AF项战时订单”与1918年5月22日至1918年7月2日期间订购。此后没有进一步的订单，因为当局相信它们将能够满足紧急需求。待1920年全部建造结束后，将继续生产更强和更大的UG级潜艇（51号工程）。
直到1926年，48a号工程才被纳入魏玛国家海军的A号动员计划。这种情况一直持续至1929年，由于与海牙的荷兰造舰工程局合作开展秘密军备工作，他们以48a号工程为基础，向外国（西班牙、芬兰、土耳其）设计了更具现代化的艇型。这也是纳粹德国战争海军II级潜艇的起点。尽管1926年的档案中仍留存有27份该级艇的设计图，但无一能在第二次世界大战中幸存下来。因此如今的出版物总会提供重绘的艇型图。UF级潜艇在外观上与芬兰的欧洲水鼬号和后来战争海军的IIA型类似，内部布置也大致相同。